# オオサカハマギギ
オオサカハマギギ (学名: Netuma bilineata) は、ナマズ目ハマギギ科に分類されるナマズの一種。

## 分布
新潟県沖合、東南アジア、インド洋北西部などの濁った浅い汽水域に生息。

## 形態
全長約50cm。最大で120cm。他のナマズよりも泳ぎに特化した体つきをしている。ハマギギに姿形は似るが口蓋骨の歯帯が3対あることで見分けることができる。尾鰭は二叉ある。

## 生態
小魚、エビなどを食す。

## 人との関わり
- 日本での採集は稀で、日本近海では1匹しか採集されていない[1]。
- 東南アジアでは普通に見られ、食用として出回っている[1]。